# Elaeocarpaceae
Las elaeocarpáceas (Elaeaocarpaceae) son una familia botánica de plantas de flores que contiene 12 géneros de árboles y arbustos con unas 605 especies. 
Las especies de Elaeocarpaceae se desarrollan en regiones tropicales y subtropicales con algunas especies en zonas templadas. La mayoría son perennes, encontrándose en Madagascar, sudeste de Asia, Malasia, este de Australia, Nueva Zelanda, América Central y del Sur.

## Descripción
Son árboles a arbustos; plantas hermafroditas. Hojas simples, alternas u opuestas, estipuladas, tricomas simples. Inflorescencias cimosas o racemosas, flores actinomorfas; sépalos valvados, libres o apenas unidos; pétalos 1–5 o ausentes, imbricados o valvados; estambres numerosos, libres, insertos en la superficie o margen de un receptáculo ancho, anteras basifijas, ditecas, con dehiscencia por un poro apical común o por 2 poros apicales o por hendeduras laterales longitudinales; ovario súpero, compuesto, 3–5-locular, placentación axial, óvulos anátropos, el estilo entero o apicalmente dividido, rara vez en igual número que lóculos. Frutos bayas, drupas o cápsulas leñosas; semillas 1–varias por lóculo o 1 por fruto, arilo a veces presente.

## Taxonomía
La familia fue descrita por  Antoine-Laurent de Jussieu  y publicado en Essai sur les Propriétés Médicales des Plantes 87. 1816. El género tipo es: Elaeocarpus

## Géneros
- Aceratium
- Aristotelia
- Crinodendron
- Dubouzetia
- Elaeocarpus
- Peripentadenia
- Platytheca
- Sericolea
- Sloanea
- Tetratheca
- Tremandra
- Vallea